# فرودگاه شهری ردینگ
 فرودگاه شهری ردینگ (به انگلیسی: Redding Municipal Airport) یک فرودگاه همگانی بهره‌برداری هوایی با کد یاتا RDD است که یک باند فرود آسفالت دارد و طول باند آن ۲۱۳۵ متر است. این فرودگاه در کشور ایالات متحده آمریکا قرار دارد و در ارتفاع ۱۵۴ متری از سطح دریا واقع شده است.